# Gnaphalium subsericeum
Gnaphalium subsericeum là một loài thực vật có hoa trong họ Cúc. Loài này được S.F.Blake mô tả khoa học đầu tiên năm 1927.